# 杨公社
杨公社（1959年1月—），陕西省富平县人，汉族。博士、教授、博士生导师、中华人民共和国第十一届全国政协委员。
1982年，毕业于西北农业大学并获学士学位。1985年，毕业于西北农业大学获硕士学位。1985年，在西北农业大学工作。1993年，获博士学位。曾先后担任西北农业大学动物科学系副主任、主任，动物科学与动物医学学院院长，西北农林科技大学畜牧兽医学院院长、动物科技学院院长。
加入中国民主同盟，担任民盟陕西省委副主委、西北农林科技大学教授。2008年，当选第十一届全国政协委员，代表农业界，分入第三十九组。